# US5
US5 var ett amerikanskt pojkband som bildades 2005. Gruppen fick framgång med sitt debutalbum Here We Go 2005. Bandet la sedan ner 2010/2011, det kom ut via en intervju.
US5 startade med programmet Big in Amerika år 2005, I det programmet letade de efter 5 medlemmar till bandet.
När bandet var komplett började de spela in sin första singel, ”Maria”, som kom upp på första plats på den tyska topplistan och på sjätte plats på den amerikanska listan.
US5 har släppt 4 skivor och ett antal singlar. Den första skivan heter Here We Go (2005) därefter kom In Control (2006) den tredje heter Back Again sista albumet heter Around the world. De har även spelat in en ny variant av Too Much Heaven med Bee Gee, tillsammans med Robin Gibb i sång. Låten The boys are back finns som sundtrack i High School Musical 3.

## Medlemmar
Senaste medlemmar
- Richie Stringini (f. 28 november 1988 i Illinois) (2005-2010)
- Cayce Clayton (f. 3 december 1988 i Kalifornien) (2008-2010)
- Jay Kahn (f. 31 mars 1982 i London) (2005-2010)
- Izzy Gallegos (f. 19 september 1983 i Kalifornien) (2005-2010)
- Jason Pena, född 28 oktober 1990 i Harlem) (2009-2010)

Tidigare medlemmar
- Michael Johnson (f. 18 juli 1987 i Mainz) (2005-2007)
- Chris Watrin (f. 7 augusti 1988 i Köln) (2005-2008)
- Vincent Thomas (f. 27 augusti 1992 i Los Angeles) (2007-2009)

## Diskografi
Studioalbum
- 2005 - Here We Go
- 2006 - In Control

Singlar
- 2005 - Just Because Of You
- 2005 - Maria
- 2006 - Mama
- 2007 - Rhythm Of Life
- 2007 - Too Much Heaven
- 2007 - One Night With You